# Delias kikuoi
Delias kikuoi is een vlindersoort uit de familie van de Pieridae (witjes), onderfamilie Pierinae.
Delias kikuoi werd in 1989 beschreven door Okano.